# Inundaciones de Río Grande del Sur de 2024
Las inundaciones de Río Grande del Sur de 2024 ocurrieron a partir del 29 de abril, y afectaron el estado de Río Grande del Sur, Brasil, provocando centenas de muertes, deslizamientos de tierra generalizados y el colapso de una presa.Al menos 478 municipios fueron afectados y casi 2,4 millones de personas afectadas.Se considera la peor inundación del país en más de 80 años.

## Historia meteorológica
Un bloqueo atmosférico provocado por un sistema de alta presión atmosférica en el centro-sur de Brasil impidió el desplazamiento de sistemas meteorológicos típicos (ciclón extratropical, frente frío, vaguada) que provocan precipitaciones. Las temperaturas donde actuó el anticiclón estuvieron entre 5 y 10 °C por encima de lo que históricamente registra el Instituto Nacional de Meteorología (INMET). Por eso, las zonas de inestabilidad quedaron confinadas al estado de Río Grande del Sur. El mal tiempo comenzó en el norte del estado, el 28, con fuertes lluvias y viento, y para el 29 la situación se había extendido por casi todo el estado. El 30, hacia las 14:00, se actualizó el Aviso Meteorológico 254, alertando de un «alto riesgo de perturbaciones por tormentas aisladas, y lluvias intensas y persistentes, provocando rápidas subidas de niveles con desbordamiento de la cuneta hacia arroyos, arroyos, pequeños arroyos y zonas ribereñas, así como elevación de los principales ríos alcanzando niveles de crecida, además de inundaciones en perímetros urbanos y deslizamientos de tierra».

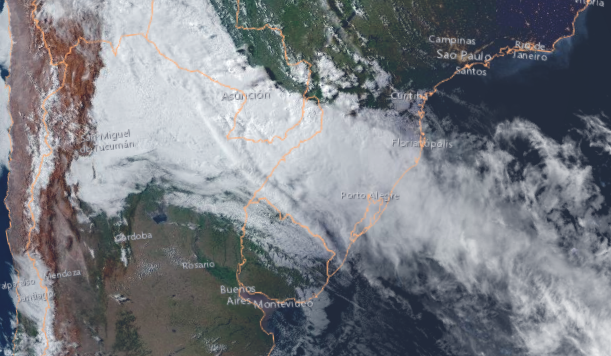
Ciclón extratropical sobre el sur de Brasil el 2 de mayo de 2024

El mal tiempo del 28 de abril al 1 de mayo fue provocado por un frente frío asociado a una zona de baja presión sobre el mar. Junto a este sistema, se presentó un flujo de humedad proveniente del norte del país. Otro frente comenzó a ingresar al estado el 2 de mayo, mientras se mantenía la humedad del flujo. Este frente estuvo asociado a una zona de bajas presiones sobre Paraguay, que luego se desplazó perpendicularmente sobre Río Grande del Sur hasta desembocar en el este del estado, en el Océano Atlántico.
En varias ciudades, entre el 26 de abril y el 2 de mayo, precipitaron entre 500 a 700 mm, correspondiendo a un tercio de la media histórica de precipitaciones para todo un año, y en muchas otras llovió entre 300 y 400 mm.

## Impacto

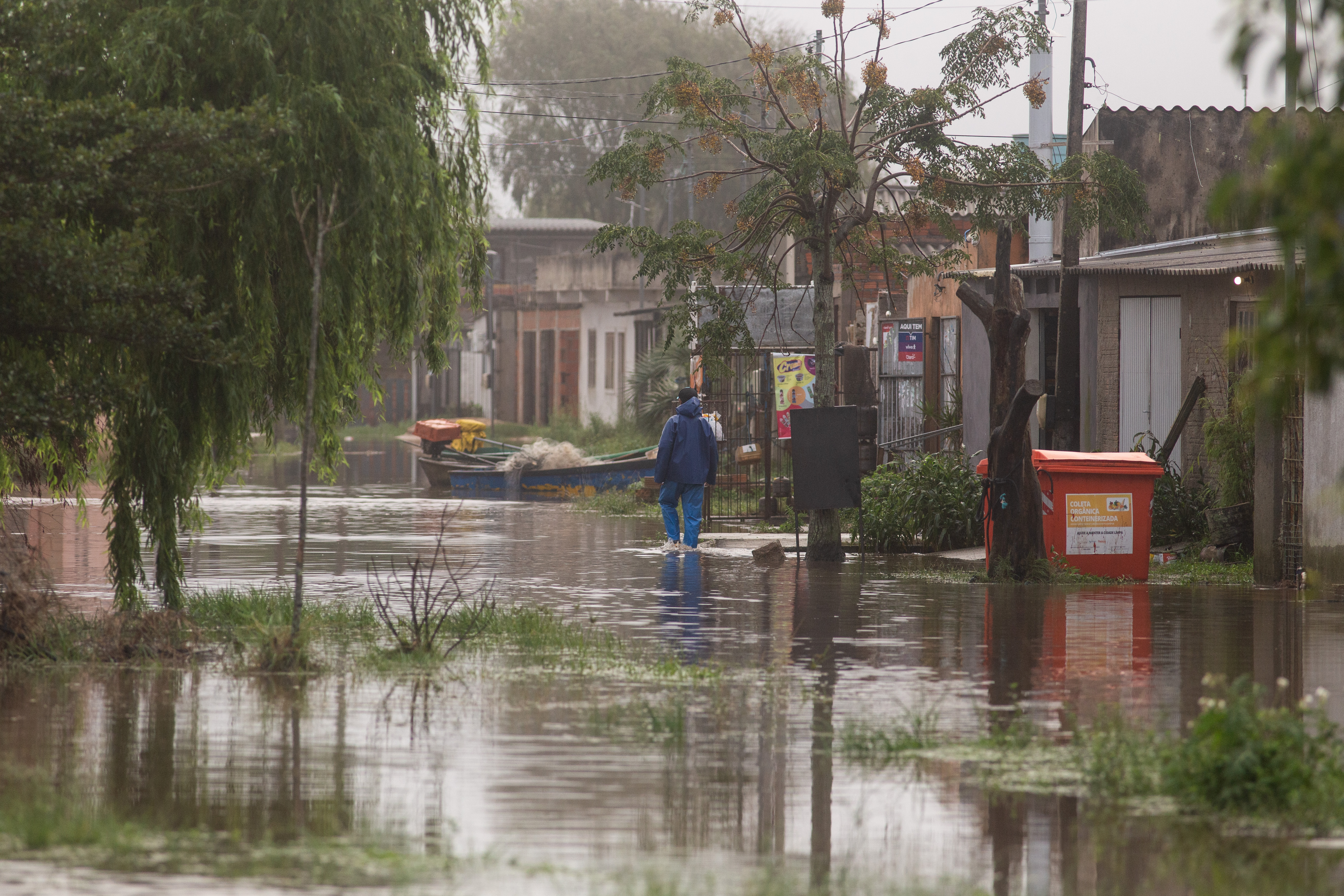
Inundaciones en Pelotas, Río Grande del Sur.

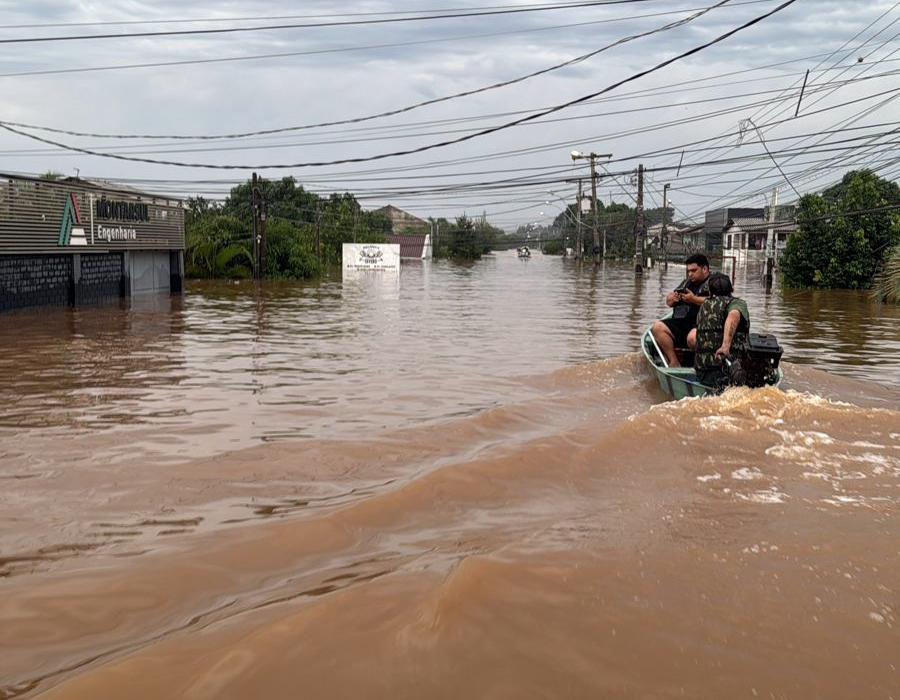
Zonas anegadas en la ciudad de Porto Alegre

La excesiva precipitación afectó a más del 60% del territorio del estado y hasta el 15-16 de mayo, 437 municipios reportaban daños, registrándose un total de 149 muertos, 108 desaparecidos y 756 heridos. Más de 1.9 millones de personas resultaron afectadas, más de 337.000 debieron ser evacuadas y unos 80.000 damnificados están en refugios improvisados. Hubo cortes en el abastecimiento de agua potable en más de 640.000 residencias y más de 440.000 clientes se quedaron sin energía eléctrica. Se produjeron bloqueos en decenas de puntos de las carreteras estatales debido a deslizamientos de tierra, inundaciones, destrucción de la calzada o caída de barreras y árboles.
Las inundaciones se vieron agravadas por el colapso de la represa hidroeléctrica 14 de Julho, ubicada entre los municipios de Cotiporã y Bento Gonçalves. Otras cuatro represas en todo el estado también corrían riesgo de colapsar.
Más de 500.000 personas quedaron sin electricidad ni agua potable en todo Río Grande del Sur, y más de 337.000 personas fueron desplazadas, de las cuales alrededor de 70.000 se encuentran en refugios. Se produjeron daños por inundaciones en 334 de los 497 municipios del estado, mientras que muchas carreteras y puentes fueron destruidos y se produjeron deslizamientos de tierra.
En la capital Porto Alegre, el Centro Histórico y varios otros barrios sufrieron un extenso anegamiento, resultando en calles bloqueadas y personas aisladas. A las 8:00 del 5 de mayo, la inundación del Guaíba, lago que rodea a Porto Alegre, alcanzó una marca de 5.33 m, superando el récord histórico de las inundaciones de 1941. El Aeropuerto Internacional Salgado Filho quedó inundado y se suspendieron sus operaciones, y los puentes sobre el Guaíba y las avenidas Castelo Branco y Assis Brasil debieron ser cerrados, interrumpiendo las principales conexiones de la capital con el resto del estado.

### Impacto en la educación

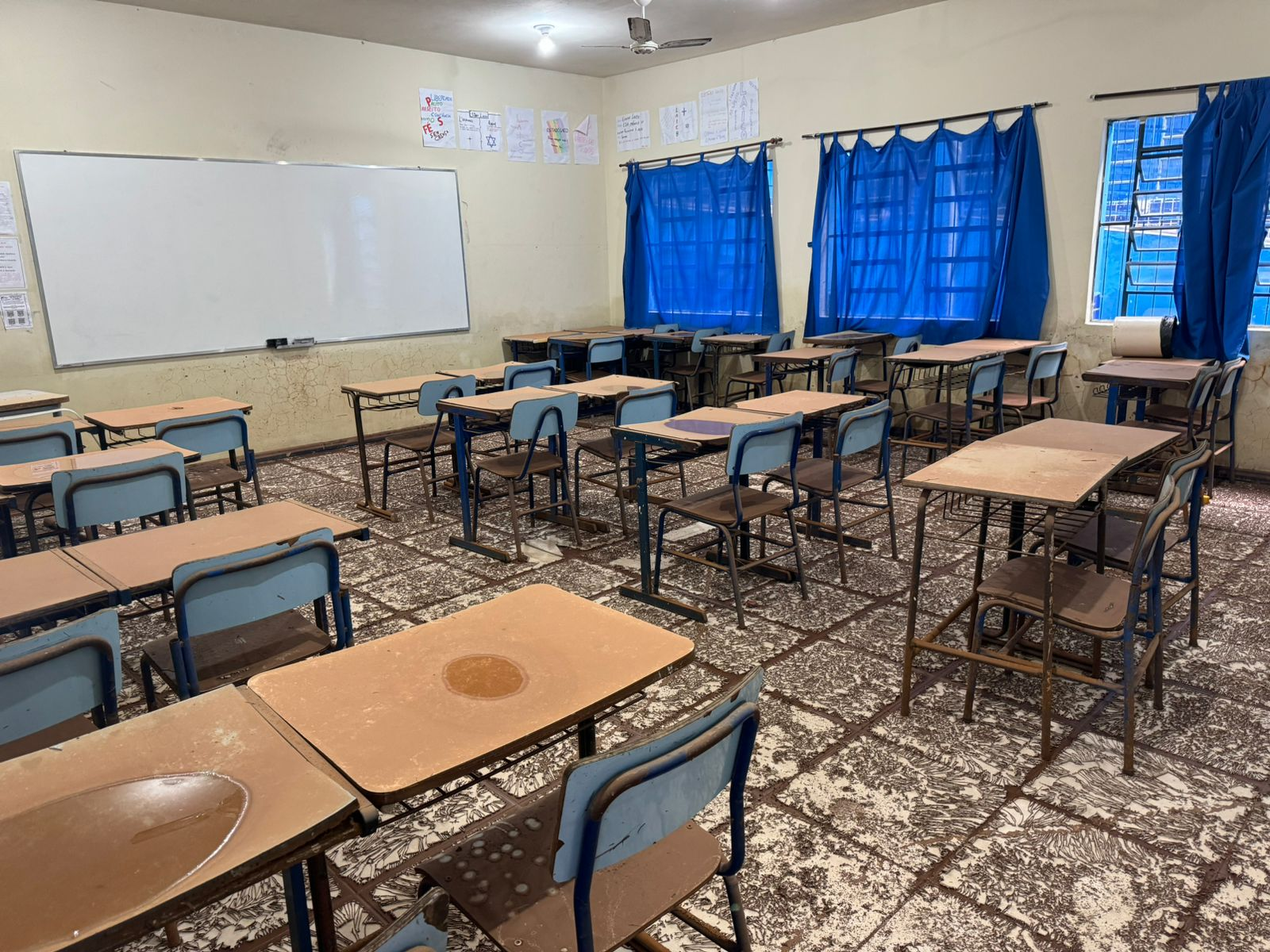
Escuela destruida por inundaciones en el municipio de Guaíba

Las inundaciones de mayo de 2024 en Río Grande del Sur tuvieron un impacto significativo en el sistema educativo de esta región. Se reportó que alrededor de 400,000 estudiantes, aproximadamente el 51 % del total, se vieron afectados, y casi la mitad de las escuelas en el estado sufrieron daños que interrumpieron su funcionamiento normal. Según informes de la Defensa Civil, un total de 1,058 escuelas resultaron damnificadas, enfrentando problemas de transporte, acceso, o siendo utilizadas como albergues temporales para los desplazados por las inundaciones.
Para el 27 de mayo de 2024, el número de estudiantes afectados se estimaba en 381,000, y 1,066 colegios habían sido impactados, de los cuales 570 presentaban daños estructurales o estaban en riesgo. Además, 54 escuelas continuaban siendo utilizadas como refugios para las personas afectadas. El 7 de junio de 2024, una delegación del Ministerio de Educación completó una evaluación de la red de escuelas municipales de Río Grande del Sur, revelando que 1,052 escuelas estaban afectadas, de las cuales 35 habían sido completamente destruidas.

## Reacciones

### Internas

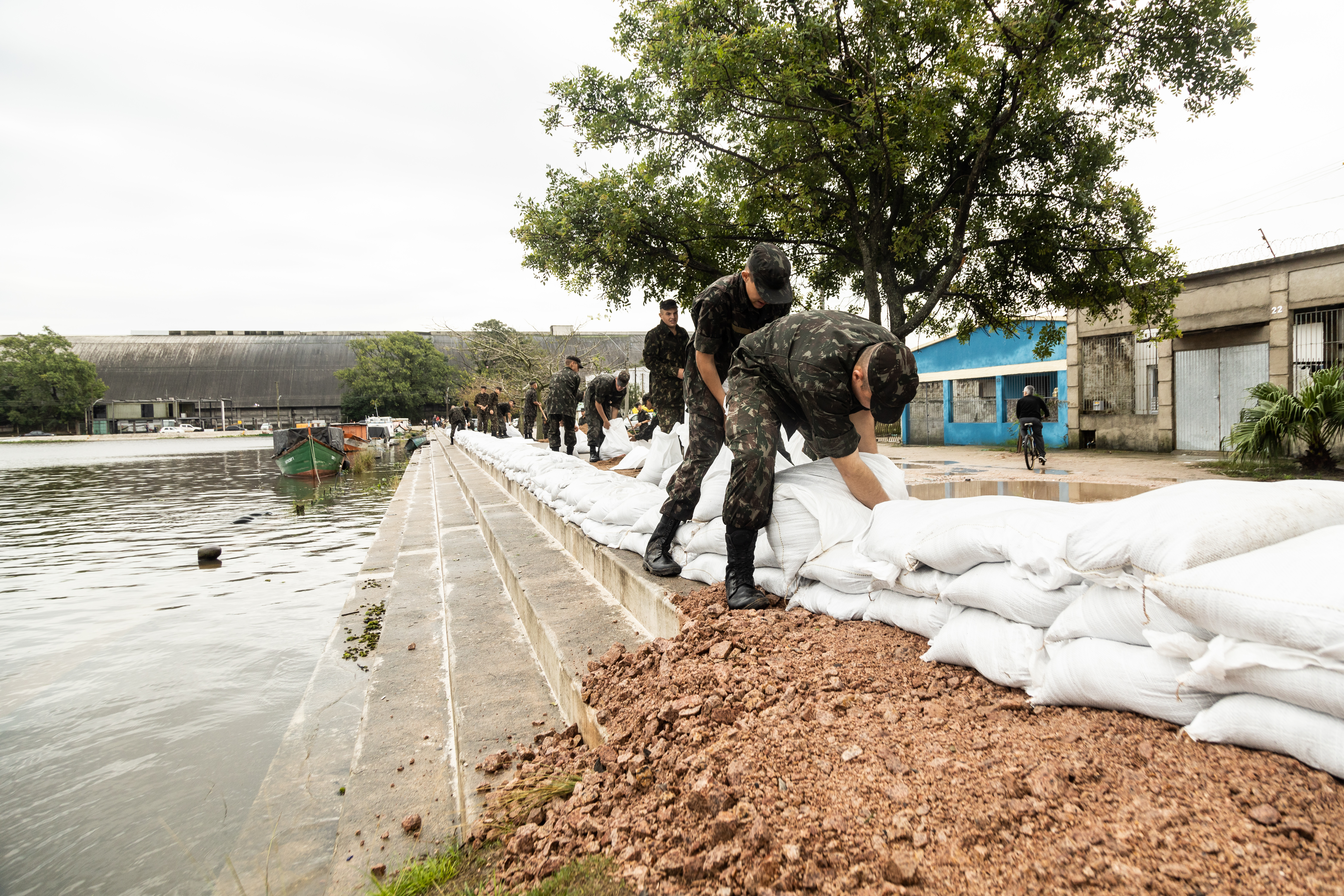
Despliegue de personal militar en Pelotas

El presidente Luiz Inácio Lula da Silva visitó Río Grande del Sur el 2 de mayo. El gobierno federal de Brasil envió aviones, barcos y más de 600 soldados para ayudar a despejar caminos, distribuir alimentos, agua y colchones, y establecer refugios, mientras que los voluntarios locales también ayudaron con los esfuerzos de búsqueda.
Los estados de Goiás, Mato Grosso, Minas Gerais, Paraná, Río de Janeiro, Santa Catarina y São Paulo apoyaron el rescate de víctimas. El gobierno de São Paulo también envió dos helicópteros. En conjunto, las unidades de la federación enviaron más de 40 vehículos y alrededor de 30 embarcaciones al territorio de Río Grande del Sur.
El Ejército, la Marina y la Fuerza Aérea movilizaron a más de 1100 efectivos para los rescates, y 17 aeronaves, 84 embarcaciones y 385 vehículos de las Fuerzas Armadas de Brasil actuaron en el estado. El Ejército también montó un hospital de campaña con 40 camas en el municipio de Lajeado. Además, la Armada envió el portahelicópteros NAM Atlântico, el buque de guerra más grande de América Latina, al municipio de Río Grande para ayudar a rescatar a víctimas varadas y transportar suministros a través de las vías fluviales inundadas. El buque transportará ocho embarcaciones medianas y pequeñas y dos estaciones móviles de tratamiento de agua.
El 5 de mayo el gobierno federal decretó estado de calamidad pública.

### Internacionales
- Argentina: El Gobierno de la República Argentina liderado por el presidente Javier Milei, en un comunicado ofreció: 1 Avión C-130 Hércules, 3 Helicópteros por el momento a junio de 2024, se ha coordinado únicamente el traslado de 2 plantas potabilizadoras. También que «reitera su solidaridad con el Gobierno y pueblo de la República Federativa de Brasil ante las trágicas consecuencias producidas por las inundaciones que afectan al Estado de Rio Grande do Sul».[30]

- Chile: El Gobierno de Chile expresó su pesar por las inundaciones que han afectado al estado brasileño de Río Grande del Sur y manifestó su disposición a brindar la ayuda que sea requerida.[31]

- Bolivia: El Gobierno de Bolivia dijo que brindaría recursos al estado Brasileño.

- Uruguay: El gobierno uruguayo envió un helicóptero Bell 212 de la Fuerza Aérea para contribuir con el traslado de personas y reparto de insumos a los afectados.[32] Asimismo, se ofreció el envío de un avión KC-130H, así como dos drones (con operadores) y lanchas de rescate (con tripulación).[33]

- Venezuela: El Ministro de Relaciones Exteriores de Venezuela, Yván Gil, ofreció al gobierno de Brasil el apoyo en nombre del gobierno de Venezuela y del presidente Nicolás Maduro.[34]

- Estados Unidos: El asesor de Seguridad Nacional de la Casa Blanca, John Kirby, anunció una donación de 120.000 dólares en recursos y kits de higiene.